# قائمة المناطق الإدارية في القطاع الفدرالي البرازيلي
البرازيل دولة فدرالية مقسمة إلى ولايات مقسمة بدورها إلى بلديات، باستثناء القطاع الفدرالي البرازيلي الذي يقسم إلى مناطق إدارية (بالبرتغالية: região administrativa‏) عددها 31 منطقة إدارية، لكل منها عمدة.

## قائمة المناطق الإدارية
| رقم المنطقة الإدارية | اسم المنطقة الإدارية                             |
| -------------------- | ------------------------------------------------ |
| I                    | برازيليا                                         |
| II                   | غاما                                             |
| III                  | تاغواتينغا                                       |
| IV                   | برازلانديا                                       |
| V                    | سوبرادينيو                                       |
| VI                   | بلانالتينا                                       |
| VII                  | بارانوا                                          |
| VIII                 | نوكليو بانديرانتي                                |
| IX                   | سيلانديا                                         |
| X                    | غوارا                                            |
| XI                   | كروزيرو                                          |
| XII                  | سامامبايا                                        |
| XIII                 | سانتا ماريا                                      |
| XIV                  | ساو سيباستياو                                    |
| XV                   | ريكانتو داس إيماس                                |
| XVI                  | جنوب البحيرة                                     |
| XVII                 | رياشو فوندو                                      |
| XVIII                | شمال البحيرة                                     |
| XIX                  | كاندانغولانديا                                   |
| XX                   | أغواس كلاراس                                     |
| XXI                  | رياشو فوندو الثانية                              |
| XXII                 | القطاعين الجنوبي الغربي والمثمن، القطاع الفدرالي |
| XXIII                | فارجاو                                           |
| XXIV                 | بارك واي                                         |
| XXV                  | قطاع الصناعة والتجهيز الملحق                     |
| XXVI                 | سوبرادينيو الثانية                               |
| XXVII                | الحديقة النباتية                                 |
| XXVIII               | إيتاباو                                          |
| XXIX                 | قطاع الصناعة والتجهيز                            |
| XXX                  | فيسنتي بيريس                                     |
| XXXI                 | فيركال                                           |

## روابط خارجية
- خريطة المناطق الإدارية في القطاع الفدرالي البرازيلي